# Quiste mesentérico
Quiste mesentéricos hacen referencia a una patología benigna, son quistes de contenido líquido seroso presentan una baja incidencia , por lo general pueden encontrarse en cualquier zona del mesenterio desde el duodeno hasta el colon recto, siendo un sitio comúnmente afectado el intestino delgado. Fue descrito por primera vez en el año 1507 y en el año 1880 el Dr. Tillaux fue el primer cirujano en extirpar un quiste mesentérico de forma exitosa. Su incidencia es entre el 1/100.000 a 1/250.000 de admisiones de hospital.

## Epidemiología
Los quistes mesentéricos presentan un incidencia < 1 en 100,000 casos, su etiología aun sigue siendo desconocida pero se han propuestos teorías de su aparición una de ellas es que se deba a una proliferación benigna de los linfáticos ectópicos en el mesenterio careciendo de comunicación con en el sistema linfático o una anomalía congénita. Suelen ser más frecuentes en edad pediátrica y la presentación clínica en adultos generalmente son síntomas abdominales inespecíficos.

## Características
Los quistes pueden clasificarse de acuerdo a su ubicación y características histológicas, por ejemplo los que se encuentran en el omento, retroperitoneo o mesenterio, siendo estos considerados como un grupo y estableciendo diferencias de los linfagiomas o de los mesoteliomas. La mayoría son benignos, en cuanto al tamaño varían desde milímetros hasta llegar a ocupar completamente la cavidad abdominal, pueden presentarse únicos o múltiples, uniloculares o multiloculares, el contenido también puede variar siendo líquido claro seroso (quistes ileales o colónicos) hasta lechoso (quiste yeyunales) o marrón oscuro debido a una hemorragia por una posible ruptura.

## Manifestaciones clínicas
Los quistes mesentéricos pueden ser asintomáticos o inducir los síntomas de una anormalidad masiva, en la mayoría de las veces son agudos o crónicos. 

El dolor abdominal agudo de tipo sordo y poco localizado secundario a un quiste mesentérico se debe en la mayoría de las veces a rotura o torsión del quiste o a una hemorragia dentro de él. 

En cambio el dolor tipo crónico suele ser intermitente por compresión de estructuras adyacentes debido al tamaño del mismo.

Otros síntomas inespecíficos que pueden presentarse son distensión abdominal, náuseas y vómitos y abdomen agudo. El hallazgo clínico más común es el signo de Tillaux, el cual se describe como una tumoración abdominal que es móvil solo en dirección horizontal y no vertical a diferencia de los quistes del epiplón que se mueven con ambas direcciones.

## Método de diagnóstico
Debido a que se trata de una patología infrecuente y que no cuenta con síntomas y signos específicos el hallazgo en algunos casos es incidental.
Ante la sospecha de un quiste mesentérico utilizamos los estudios por imágenes siendo la ecográfia el método de diagnóstico de elección, ya que permite saber si es una masa sólida o quística, si es lobulada o multilobulada.
El TAC es de utilidad para determinar el tamaño y el origen del tumor y la relación que este tiene con los órganos adyacentes o identificar calcificaciones de las paredes del mismo. 
La interpretación de las imágenes es de suma importancia para determinar un diagnóstico certero.

## Tratamiento.
El tratamiento de los quistes mesentéricos debe realizarse ante la presencia de sintomatología o cuando causan complicaciones.  El tratamiento de elección es la resección completa del quiste aunque también puede realizarse por laparoscopia. Es de vital importancia la valoración del tamaño del quiste, la localización precisa donde este se encuentre y las relaciones que este tiene con las estructuras adyacentes.
Otras opciones de tratamiento son la enucleación del quiste y el drenaje; aunque no es tan recomendado debido al porcentaje de recurrencia e infección que se presenta. En pocas ocasiones el mesenterio adyacente puede estar adherido al quiste, en este caso es necesario realizar una resección intestinal segmentaria.

## Diagnósticos diferenciales
- Quistes ováricos.
- Quistes pancreáticos.
- Quistes renales o esplénicos.
- Mesenteritis esclerosante.
- Quiste del colédoco.
- Quistes hidatídicos.
- Absceso apendicular.